# El Guarumbo
El Guarumbo är en ort i Mexiko.   Den ligger i kommunen Actopan och delstaten Veracruz, i den sydöstra delen av landet, 260 km öster om huvudstaden Mexico City. El Guarumbo ligger 579 meter över havet och antalet invånare är 356.
Terrängen runt El Guarumbo är kuperad. Runt El Guarumbo är det ganska tätbefolkat, med 62 invånare per kvadratkilometer. Närmaste större samhälle är Alto Lucero, 13,4 km nordväst om El Guarumbo. Trakten runt El Guarumbo består till största delen av jordbruksmark.